# Flugrulle

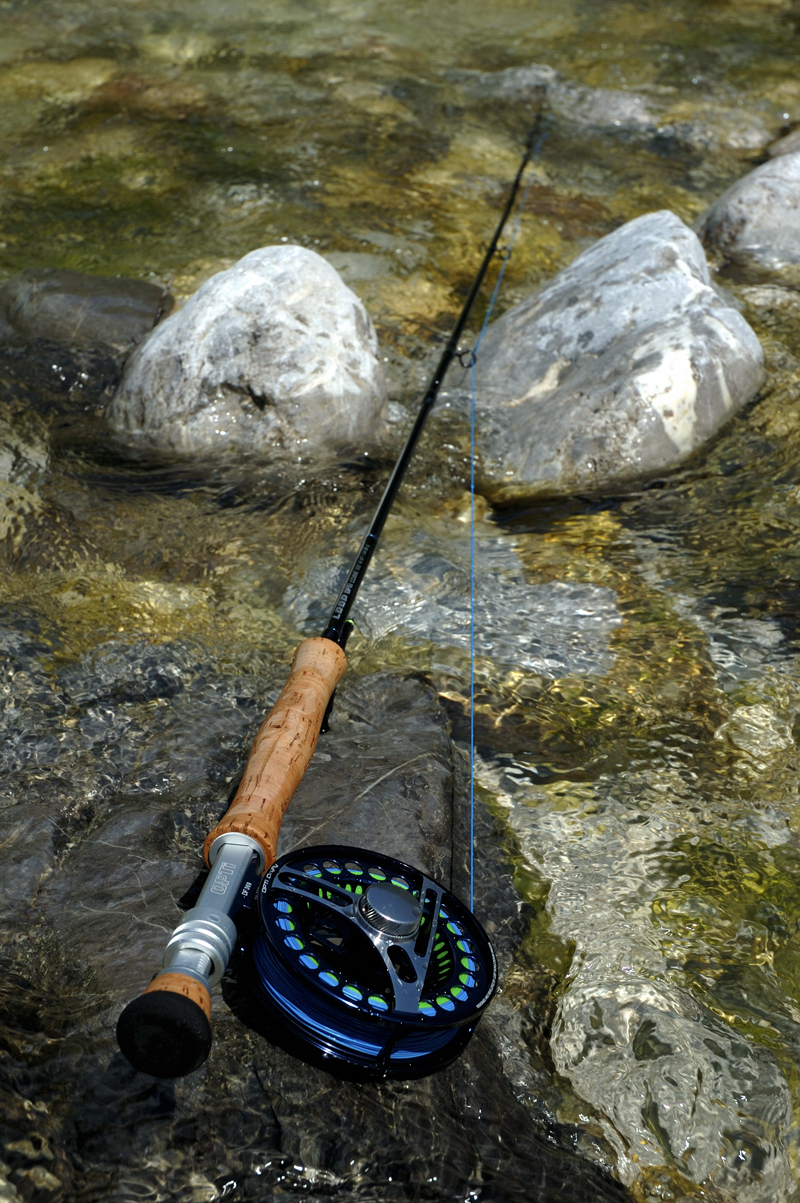
Flugfiskespö med flugrulle.

Flugrulle är en fiskerulle vars främsta uppgift är att magasinera linan och användas vid drillning av större fisk under flugfiske. De flesta flugrullar är runda till formen och är vanligen tillverkade i antingen metall som aluminium eller kolfiber. De är ofta utrustade med ett eller två handtag som man vevar med.
Flugrullar är som regel utväxlade 1:1 d.v.s. när man vridit veven ett varv har spolen också snurrat ett varv. 
Det finns flugrullar med annan utväxling men dessa är väldigt klumpiga och närmast att betrakta som kuriositeter. Det har även tillverkats s.k. automatiska flugrullar där en fjäder spänns när man drar ut lina från spolen. Med hjälp av en spak kan man sedan spola in all lina med hjälp av den spända fjädern. Dessa rullar används i princip inte alls då de likt de utväxlade rullarna blir alltför tunga och klumpiga, samt att man vid fiske lätt utlöser fjädern av misstag.